# Transport Tycoon
Transport Tycoon là một game mô phỏng kinh doanh do Chris Sawyer phát triển và hãng MicroProse phát hành vào năm 1994. Game được hiển thị dưới góc nhìn 2D với đồ họa của Simon Foster, trong đó người chơi đóng vai trò là một doanh nhân điều khiển của một công ty vận tải, và có thể cạnh tranh với các công ty đối thủ để tạo ra nhiều lợi nhuận nhất có thể bằng cách vận chuyển hành khách và các loại hàng hóa khác nhau bằng đường bộ, đường sắt, đường biển và đường hàng không.
Transport Tycoon Deluxe là phiên bản mở rộng và cải tiến của bản gốc, được phát hành vào năm 1995. Phiên bản dành cho Android và iOS được phát hành vào ngày 3 tháng 10 năm 2013 sử dụng nội dung từ phần tiếp theo, Chris Sawyer's Locomotion. Một bản tái tạo game engine do người hâm mộ tạo ra OpenTTD có sẵn kèm theo game.

## Lối chơi
Để bắt đầu xây dựng đế chế vận tải, người chơi phải xây dựng các tuyến đường vận chuyển, bao gồm các nhà ga gần các khu công nghiệp hoặc thị trấn, và trong trường hợp xe lửa hoặc phương tiện giao thông đường bộ, gần các tuyến đường thực tế. Một tuyến đường vận chuyển có thể sử dụng nhiều hình thức vận tải khác nhau, ví dụ: xe tải → tàu → tàu hỏa. Công ty của người chơi và các trạm riêng lẻ đều có xếp hạng phụ thuộc phần lớn vào hiệu quả của họ trong việc di chuyển hàng hóa từ trạm này sang trạm khác. Một nhà ga có xếp hạng cao có thể thu hút nhiều hàng hơn.
Game bắt đầu vào năm 1930 và kết thúc vào năm 2030. Người chơi khởi đầu game bằng cách vay tiền để tài trợ cho việc xây dựng các phương tiện giao thông và bị tính lãi cho đến khi khoản vay được hoàn trả. Khi người dùng chơi trò chơi và kiếm được doanh thu, họ có quyền lựa chọn mở rộng dịch vụ dọc theo các tuyến đường hiện có hoặc mở rộng mạng lưới giao thông của họ. Trò chơi có sự tiến bộ của công nghệ: trong bất kỳ năm cụ thể nào của trò chơi nói chung chỉ có các loại công nghệ đương đại mới có sẵn. Ví dụ: tín hiệu đường sắt cho phép nhiều đoàn tàu sử dụng một đoạn đường ban đầu là các tín hiệu bán vòng. Sau đó, chúng được thay thế bằng các tín hiệu đèn giao thông xanh và đỏ. Tương tự, ban đầu chỉ có động cơ hơi nước, nhưng sau này động cơ diesel và điện được giới thiệu. Vào năm trò chơi 1999, monorails trở nên có sẵn. Những điều này đòi hỏi một hệ thống đường ray riêng biệt với đường sắt. Nếu người chơi vẫn tiếp tục kinh doanh cho đến năm 2030, trò chơi thông báo rằng họ đã thắng, cho phép họ đăng tên mình trên "sảnh danh vọng" và sau đó tiếp tục. Tại thời điểm này, năm vẫn là 2030 và không bao giờ cao hơn nữa, mặc dù trò chơi có thể tiếp tục vô thời hạn. Chơi toàn bộ chiến dịch 100 năm mất khoảng 40 giờ. Trò chơi cho phép người chơi lưu lại game bất kỳ lúc nào và có thể lưu nhiều lần một màn chơi cụ thể tại bất kỳ thời điểm nào.